# Лепукалн, Александр Фёдорович
Александр Фёдорович Лепукалн (также Лиепукалн, латыш. Aleksandrs Liepukalns, 1892 ― 4 мая 1966) ― советский учёный, хирург, доктор медицинских наук, профессор, заведующий кафедрой госпитальной хирургии Латвийского государственного университета (1946—1966 гг.), основатель нейрохирургии в Латвийской ССР и главный нейрохирург Министерства здравоохранения Латвийской ССР (1959-1966 гг.).

## Биография
Александр Фёдорович Лепукалн родился 24 октября 1892 года в Гольдингенском уезде Курляндской губернии Российской империи (по другим сведениям - в Петербурге) в семье бывших крестьян, выходцев из местечка Сталмани Шруденской (Скрундской) волости.
По окончании 3-го Реального училища в 1912 году начал обучаться на отделении биологии физико-математического факультета Петербургского университета.
Из-за участия в революционной борьбе был вынужден оставить университет и в 1913 году перешёл на медицинский факультет Юрьевского университета. В 1915 году был призван в армию, участвовал в Первой мировой войне.
В 1918 году добровольно вступил в ряды Красной армии. Являлся участником Гражданской войны (1918-1921), как студент последнего курса служил военным врачом 14-й стрелковой дивизии на Южном фронте и Северном Кавказе.
С 1921 по 1922 годы трудился в хирургической клинике имени Н.Н. Бурденко при Воронежском государственном университете и параллельно возобновил занятия, в 1922 году завершив обучение на медицинском факультете Воронежского государственного университета. Работал участковым врачом, заведовал больницей в Валуйском уезде Воронежской губернии.
С 1927 года проходил обучение в аспирантуре под руководством известного советского хирурга академика И.И. Джанелидзе. В 1930 году стал работать ассистентом факультетской хирургической клиники Первого Ленинградского медицинского института.
В 1931 году перебрался в Москву, работал в Институте труда и профессиональной гигиены, а в 1932 году перешёл на должность ассистента кафедры факультетской хирургии Первого московского медицинского института, которой руководил Н.Н. Бурденко. Под руководством Бурденко развивалась научная карьера Лепукална. В 1937 году он защитил кандидатскую диссертацию. В 1941 году он стал доцентом, а в 1944 году получил учёное звание доктора медицины. Он был также одним из организаторов студенческого научного общества Первого московского медицинского института.
В 1946 году  по приглашению Павла Ивановича Страдыня переехал в Латвийскую ССР и  был назначен на должность заведующего кафедрой госпитальной хирургии на медицинском факультете Латвийского государственного университета. Работал доцентом (1946-1949) и профессором (1949-1950). После создания Рижского медицинского института в 1950 году продолжал заведовать кафедрой госпитальной хирургии этого вуза.
 В 1946 году на базе неврологического отделения 1-й Рижской клинической больницы А.Ф. Лиепукалн создал первое в Латвии отделение нейрохирургии – 26-е, с 30 койками, которым руководил до 1950 года.
В 1949 году стал профессором ЛГУ (затем РМИ).
С 1949 по 1959 годы был главным хирургом, а затем с 1959 года и до последних дней  жизни - главным нейрохирургом Министерства здравоохранения Латвийской ССР.
8 декабря 1953 года профессор Лиепукалн провёл первую срочную операцию на открытом сердце у получившего травму пациента, которая спасла ему жизнь. После этого он стал активным сторонником внедрения кардиохирургии в Латвийской ССР, которая увенчалась проведением первых операций в апреле и мае 1958 года, в ходе которых латвийских специалистов обучал новосибирский кардиохирург Е. Мешалкин. Постепенно росло мастерство латвийских хирургов: от достаточно простых коррекций митрального клапана они перешли к операциям врождённых пороков сердца и другим сложным манипуляциям.
Активный участник медицинского сообщества страны. Избирался председателем Научного общества хирургов Латвийской ССР (1948 — 1966), был почётным членом правления Всесоюзного общества хирургов, действительным членом Международной ассоциации хирургов (с 1956).
Умер в Риге 4 мая 1966 года.

## Научная и преподавательская деятельность
Докторскую диссертацию Лиепукалн защитил на тему: «Материалы к учению о травматическом шоке» (1944).
Лиепукалн является автором свыше 60 научных работ, посвящённым вопросам нейрохирургии, экспериментально-клинической хирургии, организации здравоохранения. Изучал проблему травматического шока, борьбы с анаэробной инфекцией и травмами. С его участием и руководством было защищено 10 диссертаций.
Он входил в редакционные советы журналов «Хирургия», «Нейрохирургия», Медицинского реферативного журнала, а также был редактором редакционного отдела «Хирургия» во 2-м издании Большой медицинской энциклопедии.

### Доказательство эффективности фурацилина
Перебравшись в 1946 году в Латвию, Александр Лиепукалн  основал при медфаке ЛГУ студенческий научный кружок, который среди прочего проводил и  экспериментально-клинические исследования определенных препаратов, в том числе противомикробного фурацилина, синтезированного под руководством выдающегося рижского химика-органика Соломона Гиллера в  1948 году. Группа молодых медиков проводила опыты на бродячих собаках, которых отлавливали в рижском районе Межапарк (Царский сад).  В дальнейшем в своей клинике он продолжил исследование фурацилина, применял для местной анестезии раствор фурацилина и новокаина, показавший высокую эффективность при заживлении послеоперационных швов.

### Преподаватель
Профессор Лиепукалн предостерегал студентов от увлечения хирургической ловкостью, напоминая, что у хирурга "руки должны следовать за головой". Он твёрдо придерживался учения физиолога И.П. Павлова о единстве человеческого организма и учил молодых врачей внимательно собирать анамнез больного, уделяя внимание не только тому, где и что болит, но и другим дисфункциям, которые могут быть связаны с болезнью, обстоятельствам жизни и поведения больного. Он обладал умением тонко и внимательно проводить опрос пациента, чтобы точнее поставить диагноз и выбрать тактику лечения.

### Труды, монографии
- Эфедринотерапия травматического шока по экспериментальным данным // Хирургия, 1937. № 9, с. 46;
- Капельная интра-венозная эфедринотерапия травматического шока по клиническим данным // Врачебное дело, 1938, № 5, с. 353;
- Новое о механизме действия интравенозных капельных вливаний на повышение сосудистого тонуса при лечении шока и других тяжелых состояний в хирургической клинике // Хирургия, 1943, № 2-3, с. 48;
- Материалы к учению о травматическом шоке, диссертация, Москва, 1944.
- Вопросы хирургии: Сборник трудов, посвящ. 70-летию заслуж. деятеля науки Латв. ССР проф. А. Ф. Лепукална / Риж. мед. ин-т.,  Риж. гор. клинич. больница, Науч. общество хирургов Латв. ССР; Ред. коллегия: ... В. А. Кальберг и др.]. - Рига, 1963. - 395 с.

## Награды
Заслуги отмечены наградами:
- Отличник здравоохранения СССР (1944),
- Заслуженный деятель науки Латвийской ССР (1959),
- Орден Трудового Красного Знамени,
- медали.

## Семья
Супруга профессора, София Петровна Заева  – микробиолог, доктор медицинских наук, заслуженный врач РСФСР, лауреат Государственной премии Латвийской ССР (1957) за участие в создании лекарственного  препарата фурацилин.

## Отзывы
«На кафедре госпитальной хирургии, которой заведовал профессор Александр Фёдорович Лиепукалн, завершалась хирургическая подготовка будущего врача. Преподавание на кафедре госпитальной хирургии было очень хорошо организовано. Все хирургические отделения клиники давали полную возможность студентам пополнять свои знания и практически участвовать в работе. Руководитель кафедры А.Ф. Лиепукалн пользовался у студентов непререкаемым авторитетом… он блестяще читал лекции… тщательно продумывал содержание лекционного материала и, обладая артистической дикцией, доходчиво все излагал… Особое внимание он уделял анализу допущенных хирургами ошибок. Будучи человеком доброжелательным, Александр Фёдорович в то же время резко и гневно осуждал равнодушие, беспечность и небрежность коллег по отношению к своим пациентам… всегда подчеркивал необходимость открыто говорить о врачебных ошибках, анализировать их причины, делать выводы из отрицательного опыта… Профессору А.Ф. Лиепукалну было свойственно стремление внедрять в руководимой им клинике современные для тех лет достижения медицины. Он приложил немало усилий для того, чтобы в его клинике начали осуществляться плановые операции на сердце, внедрялись современные методы обезболивания, методы металлоостеосинтеза… Вспоминая своего учителя, я постоянно восхищаюсь его человечностью, сердечностью и мудростью. Оперировал Александр Фёдорович спокойно и методично… А.Ф. Лиепукалн был очень требователен к врачам клиники, добиваясь высокой педантичности в обследовании больных, тщательного анализа всех симптомов заболевания при постановке диагноза и принятии плана лечения. Он скептически относился к роли консультантов и обязывал лечащих врачей самостоятельно мыслить и самим принимать окончательное решение. Его излюбленная фраза: «Перед консультантом надо снимать шляпу, а не голову». Он следовал постулату Леонардо да Винчи: «Тот, кто в споре ссылается на авторитет, использует свою память, а не свой разум». Академик Виктор Калнберз.